# آب‌انبار دوتایی
آب‌انبار دوتایی مربوط به دوره قاجار است و در استهبان، ابتدای جاده استهبان به شیراز، سمت چپ جاده، کیلومتری ۱ جاده خاکی سنگ بری واقع شده و این اثر در تاریخ ۱۵ دی ۱۳۸۷ با شمارهٔ ثبت ۲۴۲۰۴ به‌عنوان یکی از آثار ملی ایران به ثبت رسیده است.